# Star (Earth, Wind & Fire)
Star is een nummer van de Amerikaanse band Earth, Wind & Fire uit 1979. Het is de vierde single van hun negende studioalbum I Am.
Het nummer was in de Amerikaanse Billboard Hot 100 met een 64e positie niet heel succesvol. In Nederland werd het wel een hit, met een 9e positie in de Nederlandse Top 40. In de Vlaamse Radio 2 Top 30 haalde het een bescheiden 25e positie.

## NPO Radio 2 Top 2000
| Nummer met noteringen in de NPO Radio 2 Top 2000 | '99  | '00 | '01  | '02  | '03  | '04-'06 | '07  |
| ------------------------------------------------ | ---- | --- | ---- | ---- | ---- | ------- | ---- |
| Star                                             | 1533 | -   | 1410 | 1696 | 1824 | -       | 1889 |

1. ↑  Een '-' betekent dat het nummer niet was genoteerd en een vetgedrukt getal geeft de hoogste notering aan.
2. ↑  Deze tabel is bijgewerkt tot en met de laatste editie (2024).